# Ellis Paul Torrance
Ellis Paul Torrance (1915–2003) – amerykański psycholog, specjalizujący się w badaniu twórczości, profesor Uniwersytetu Minnesoty oraz Uniwersytetu Georgii. Opracował Test Twórczego Myślenia Torrance'a (znany też jako bateria Torrance'a).

## Ważniejsze dzieła
- Gifted and Talented Children in the Regular Classroom (współautor: D. Sisk)
- Guiding Creative Talent
- Creativity in the Classroom (What research says to the teacher)
- Encouraging creativity in the classroom (Issues and innovations in education)
- Why Fly?: A Philosophy of Creativity
- Creative Problem Solving Through Role Playing